# Vasto (Napoli)
Il Vasto è un rione dei quartieri Vicarìa e San Lorenzo situato a ridosso della stazione centrale e il Centro direzionale, sito nel quartiere di Poggioreale.

## Storia

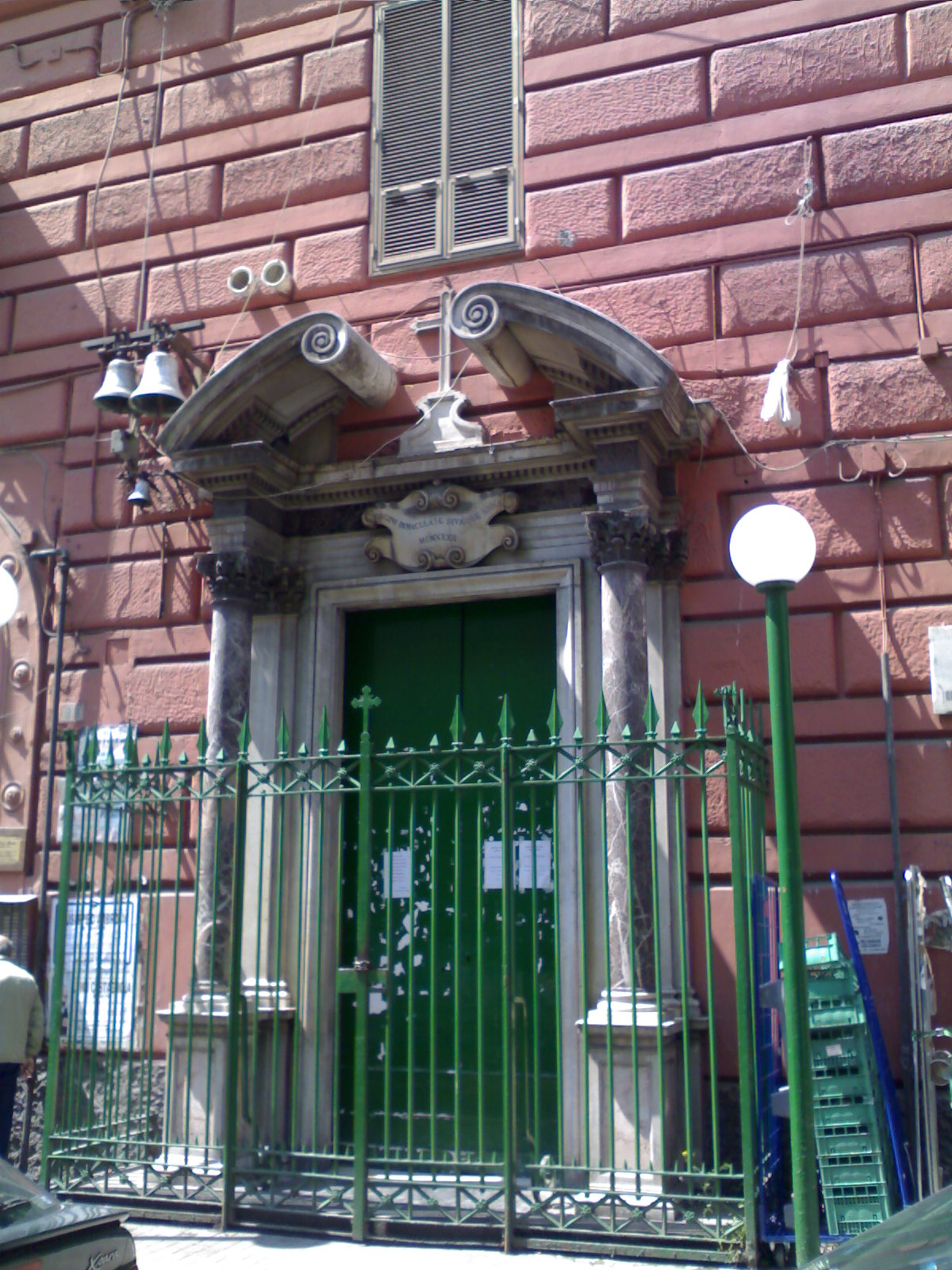
Chiesa di Sant'Anna al Vasto

Il Vasto insieme all'Arenaccia è nato dopo il Risanamento, con l'attuazione delle leggi che prevedevano un'espansione verso la zona orientale: le abitazioni sono prevalentemente di carattere popolare e sono state realizzate dalla Società del Risanamento, dalle cooperative dei ferrovieri, dall'Ina casa e da privati. 
Fu costruito in un'ampia zona a ridosso della stazione centrale a tutti nota come  'a ferrovia. 
L’etimologia del suo nome deriva dalla parola guasto, infatti il Vasto, l'Arenaccia, la zona di via Sant'Anna alle Paludi e le Case nuove fino alla fine dell'800 erano zone paludose e insalubri: a séguito di radicali interventi di bonifica tra  piazza Garibaldi,  via Casanova (laddove scorreva un vecchio canale) e Poggioreale, sorse appunto il Vasto. 
Nacque come quartiere a forte vocazione commerciale, caratterizzato anche dalla sua toponomastica, dedicata esclusivamente alle città italiane, fin da subito iperabitato anche grazie alla sua immediata vicinanza alla stazione centrale, al centro storico e a Castel Capuano, ex palazzo di giustizia. 
Nel XX secolo venne realizzata un'industria della CEAT, riconvertita in locali commerciali, che dal 2021 ospita un supermercato e una chiesa mormona e in passato un autosalone. Successivamente agli eventi bellici che colpirono fortemente la zona, una parte di esso venne ricostruito ed è stato anche vittima della speculazione edilizia.

### Anni duemila
Negli ultimi vent'anni nel quartiere sono stati eliminati alcuni scempi ambientali frutto dello sperpero di denaro pubblico, ad esempio la sopraelevata di  corso Novara, una strada a scorrimento veloce costruita su viadotto alla fine degli anni ottanta e demolita nell'anno 2000, che collegava le due estremità tra piazza Garibaldi e via Don Bosco per facilitare i collegamenti tra stazione centrale e aeroporto, ma a discapito di corso Novara e via Arenaccia, le strade su cui insisteva il viadotto.
Nel 2007 venne demolito inoltre il palazzo della SIP progettato da Francesco Di Salvo, per far posto ad un edificio commerciale.
Oggi il Vasto è il quartiere più multietnico della città, la parte superiore del quartiere  'o Vasto e coppa è abitato in gran parte da immigrati africani. Molti di questi svolgono attività di commercio ambulante, ma è diffuso lo spaccio di stupefacenti, il che ha causato talvolta problemi di ordine pubblico e di sicurezza a causa di risse tra italiani e immigrati.

## Piazze e vie
L'arteria principale è il corso Novara che si collega direttamente con piazza Garibaldi e via Arenaccia, inoltre possiede un numeroso dedalo di strade disposte in maniera ortogonale fra loro.
Proprio il corso Novara ha la peculiare caratteristica di dividere in due il Vasto, dal lato est abbiamo tutte le strade afferenti al quartiere Vicarìa: via Parma, via Bari, via Ferrara, via Genova, mentre nell'altro versante troviamo le strade afferenti al quartiere San Lorenzo: via Venezia, via Palermo, via Firenze. 
Per questo motivo è di uso comune nel linguaggio colloquiale per la gente del quartiere dividere il rione in Vasto 'e coppa (San Lorenzo) e Vasto 'e sotto (Vicarìa) . 
Le altre arterie sono corso Meridionale e via Nazionale, che confluisce in piazza Nazionale; via Firenze invece termina in piazza Principe Umberto. 
Infine il corso Malta e  via Giovanni Porzio (ex corso Orientale), che rappresenta l'unico svincolo della tangenziale di Napoli nel quartiere.
Confinante con il Vasto troviamo il più recente Centro Direzionale, che segna l'inizio del quartiere Poggioreale.

## Collegamenti
|  | Il quartiere è servito dall'uscita del Corso Malta della Tangenziale di Napoli.                                                                   |
|  | Il quartiere è servito dalle linee 1 e 2 della metropolitana dalla stazione di Napoli Centrale oltre che dalla rete tramviaria e Circumvesuviana. |
|  | Il quartiere è servito dai normali bus e tram di linea della città.                                                                               |

## Curiosità
- Il quartiere ha dato i natali a Vincenzo De Crescenzo autore della celebre canzone Luna Rossa e a suo nipote, il cantante Eduardo De Crescenzo, inoltre ha visto crescere e formarsi anche il suo primo produttore discografico, il noto compositore Claudio Mattone. Al Vasto sono nati e cresciuti anche Gigi Pisano storico autore insieme a Giuseppe Cioffi di numerose canzoni napoletane, il noto batterista Gegè Di Giacomo, l'attrice Lina Sastri, il cantante Peppino Gagliardi e Vincenzo D'Agostino anch'egli autore di canzoni napoletane del nuovo filone melodico.
- Nella commedia  Le bugie con le gambe lunghe  di Eduardo De Filippo, il quartiere dove vivevano i protagonisti era proprio il Vasto. Mentre per quanto riguarda la commedia Il sindaco del rione Sanità  nacque con un titolo diverso.[2]Eduardo afferma in un'intervista rilasciata al giornalista Lello Bersani sul set del film  Fantasmi a Roma del 1961, che dovrà debuttare di lì a poco con la sua compagnia in una sua nuova commedia dal titolo: Il sindaco del rione Vasto Vicarìa.
- La peculiarità di dedicare la sua toponomastica alle città italiane proseguirà anche nel confinante quartiere Poggioreale, con la costruzione del  Rione Vittorio Emanuele III e del Rione dei Ferrovieri , durante il primo conflitto mondiale, a testimonianza delle vittorie belliche e le mire espansionistiche del regno, furono dedicate strade ad altre città entrate a far parte dell'Italia dell'epoca, nacquero così  via Zara, via Fiume, via Aquileia e via Gorizia, mentre Trento e Trieste troveranno posto nell' antica  piazza San Ferdinando a pochi passi da piazza del Plebiscito e palazzo reale.